# Harpyia powelli
Harpyia powelli är en fjärilsart som beskrevs av Charles Oberthür 1912. Harpyia powelli ingår i släktet Harpyia och familjen tandspinnare. Inga underarter finns listade i Catalogue of Life.